# Новий Камень (Свентокшиське воєводство)
Новий Камень (пол. Nowy Kamień) — село в Польщі, у гміні Двікози Сандомирського повіту Свентокшиського воєводства.
Населення — 504 особи (2011).

## Демографія
Демографічна структура на день 31 березня 2011 року:
|          | Загалом | Допрацездатний вік | Працездатний вік | Постпрацездатний вік |
| -------- | ------- | ------------------ | ---------------- | -------------------- |
| Чоловіки | 244     | 49                 | 166              | 29                   |
| Жінки    | 260     | 37                 | 141              | 82                   |
| Разом    | 504     | 86                 | 307              | 111                  |